# Пшеворно
Пшеворно (пол. Przeworno, нім. Prieborn) — село в Польщі, у гміні Пшеворно Стшелінського повіту Нижньосілезького воєводства.
Населення — 1215 осіб (2011).
У 1975-1998 роках село належало до Валбжиського воєводства.

## Демографія
Демографічна структура станом на 31 березня 2011 року:
|          | Загалом | Допрацездатний вік | Працездатний вік | Постпрацездатний вік |
| -------- | ------- | ------------------ | ---------------- | -------------------- |
| Чоловіки | 598     | 121                | 425              | 52                   |
| Жінки    | 617     | 110                | 367              | 140                  |
| Разом    | 1215    | 231                | 792              | 192                  |